# Badger (Canada)
Badger is een plaats en gemeente (town) in de Canadese provincie Newfoundland en Labrador.

## Geografie
Badger ligt in het binnenland van het eiland Newfoundland, aan de noordelijke oever van de rivier Exploits. De gemeente is bereikbaar via de Trans-Canada Highway (NL-1). De plaats ligt zo'n 30 km ten westen van Grand Falls-Windsor.

## Geschiedenis
In 1963 werd het dorp een gemeente met het statuut van local government community (LGC), al had het reeds in 1966 officieel het statuut van town.
In juni 1999 moesten alle inwoners het dorp gedurende enkele dagen verlaten vanwege een hevige bosbrand in de onmiddellijke omgeving. In juni 2025 deed zich precies dezelfde situatie voor. In beide gevallen bleef het dorp uiteindelijk gespaard van enige schade.

## Demografie
Demografisch gezien is Badger, net zoals de meeste kleine dorpen op Newfoundland, aan het krimpen. Tussen 1986 en 2021 daalde de bevolkingsomvang van 1.151 naar 682. Dat komt neer op een daling van 469 inwoners (-41%) in 35 jaar tijd.
| Demografische ontwikkeling van Badger tussen 1951 en 2021 |
| --------------------------------------------------------- |
|                                                           |
| Bron: 1951–1986, 1991–1996, 2001–2006, 2011–2016, 2021    |